# Jason Bonham
Jason Bonham, född 15 juli 1966, är en brittisk rockmusiker. Han är trumslagare, precis som sin far John Bonham. Jason Bonham har spelat i grupper som Foreigner och UFO, men även i egna band. 1988 medverkade han på en turné med Jimmy Page och på dennes soloalbum "Outrider". Den 10 december 2007 spelade Bonham med Led Zeppelin när de återförenades för en kväll. Gruppen gjorde då sin hittills enda officiella spelning sedan 1980 vid en gala på O2-arenan i London.